# Cronicó de Sant Cugat
El Cronicó de Sant Cugat és un cronicó de la sèrie de Cronicons Barcinonenses, escrits en la seva majoria en llatí, que començaren a ser redactats entre el 1149 i el 1153 a l'empara de les gestes militars de Ramon Berenguer IV de Barcelona, Príncep d'Aragó i Comte de Barcelona. Aquest comprèn el període del 1082 al 1182 i fou ampliat amb informació dels Cronicons Rivipullensis vers la fi del segle xii, complementat amb anotacions que arriben al començament del segle xiii.

## Edicions
Fou editat per primera volta el 1962 per Miquel Coll i Alentorn